# Tassilo Tesche
Tassilo Tesche (* 1973 in München) ist ein deutscher Szenograph und Autor. Er arbeitet im Bereich Theater und Bildende Kunst.

## Leben
Tassilo Tesche studierte Bühnenbild an der Accademia di Belle Arti in Venedig, Germanistik und Philosophie an der FU Berlin. Parallel zu seinem Studium an der FU war er Gasthörer am Regie-Institut der Hochschule für Schauspielkunst „Ernst Busch“. Er diplomierte 2001 an der Universität der Künste Berlin in Architektur bei der Künstlerin Katharina Sieverding und dem Architekten Benedict Tonon. Bereits während des Studiums arbeitete er als Ausstatter für das bat Studiotheater der Hochschule „Ernst Busch“ (in Zusammenarbeit mit Simon Dittmann) sowie bei Christoph Schlingensiefs Sendung U3000 (Ausstattung im Team mit Katja Schlömer und Thorsten Sabel).
Nach Abschluss des Studiums arbeitete er als Architekt im Entwurfsteam bei Daniel Libeskind Architekten Berlin (erfolgreiche Wettbewerbe: Royal Ontario Museum, Victoria and Albert Museum, One World Trade Center). Mitarbeit bei zahlreichen weiteren Architekturbüros, Spezialisierung auf Konzeption und Umbau von Theatergebäuden u. a. bei Arno Meijs sowie F101 Architekten Berlin.
Er hospitierte am Teatro La Fenice in Venedig und am Teatro della Pergola in Florenz bei Produktionen von Robert Wilson und Pier Luigi Pizzi. Von 2003 bis 2005 war er Bühnenbildassistent am Luzerner Theater. Seitdem zahlreiche Theaterausstattungen im In- und Ausland mit Regisseuren wie Ludger Engels, Florentine Klepper, Emma Dante und Till Wyler von Ballmoos. Seit 2008 liegt der Fokus seiner Theaterarbeit auf der Entwicklung von Uraufführungen im Team mit Regisseuren, Autoren und Komponisten. Eine langjährige Zusammenarbeit verbindet ihn mit dem Komponisten Leo Dick, mit dem er das Künstlerkollektiv Weitwinkel gründete. Viele seiner Ausstattungsarbeiten sind für den Stadtraum konzipiert oder re-organisieren konventionelle Theaterräume.
Raum- und Videoinstallationen erarbeitete er z. B. als Gastkünstler an der Villa Romana in Florenz, für die Weisse Nacht in Kiel oder in der Reihe nomad am Centre d’Art Neuchâtel.

## Preise und Stipendien
- 2003: Ring Award (Finalist)[1]
- 2005: Gastkünstler Villa Romana Florenz
- 2007: Förderpreis des Fonds experimentelles Musiktheater NRW mit Kann Heidi gebrauchen, was es gelernt hat?[2]
- 2008: Teilnahme an Music Theatre Now mit Kann Heidi gebrauchen, was es gelernt hat?[3]
- 2010: Gastkünstler Summerlab Hyperactivity nomad guest artist Centre D’Art Neuchâtel[4]
- 2013–2016: Stipendium des Graduiertenprogrammes ProArt der Ludwig-Maximilians-Universität München und des DAAD
- 2014: Plattform Neues Musiktheater[5]
- 2016: Münchner Biennale für Neues Musiktheater[6]
- 2017: Biennale di Venezia: Teilnahme am Internationalen Kurzopernwettbewerb im Rahmen der Biennale Musica[7]

## Lehre und Forschung
Im Sommersemester 2017 war Tesche Gastprofessor am Institut für Angewandte Theaterwissenschaft der Justus-Liebig-Universität Gießen.
Seit Frühjahr 2010 arbeitet er als Gastdozent an der Hochschule der Künste Bern in den Studiengängen Musik und Medienkunst, Contemporary Arts Practice und Théâtre Musical.
Er hatte diverse Lehraufträge an verschiedenen Hochschulen wie z. B. an der Zürcher Hochschule der Künste, der Ludwig-Maximilians-Universität München sowie der Università Iuav Venedig.
2012 bis 2015 war er wissenschaftlicher Mitarbeiter an der Hochschule der Künste Bern am Forschungsbereich Interpretation. 2013 bis 2016 war er Stipendiat des Graduiertenprogramms ProArt an der Ludwig-Maximilians-Universität in Kooperation mit dem DAAD.

## Publikationen
- Anna-Sophie Jürgens, Tassilo Tesche (Hg.): LaborARTorium – Forschung im Denkraum zwischen Wissenschaft und Kunst. Eine Methodenreflexion. transcript, Bielefeld 2015.
- Leo Dick, Tassilo Tesche et al.: John Cage und Aldo van Eyck. In: Hochschule der Künste Berlin (Hg.): Komposition – Konstruktion. HdK, Berlin 2000.